# Jewelpets, le royaume des bijoux
 (janvier 2012).
Si vous disposez d'ouvrages ou d'articles de référence ou si vous connaissez des sites web de qualité traitant du thème abordé ici, merci de compléter l'article en donnant les références utiles à sa vérifiabilité et en les liant à la section « Notes et références ».
Jewelpet, le royaume des bijoux (ジュエルペット, Juerupetto) est une série d'animation japonaise basée sur la franchise de jouets Jewelpet créée par Sanrio et Sega. 
Elle a été diffusée du 5 avril 2009 au 28 mars 2010 au Japon sur la chaîne TV Osaka. Depuis, plusieurs saisons ont vu le jour ; la septième et dernière, Jewelpet Magical Change, est diffusée depuis entre avril et décembre 2015.
Le royaume des Bijoux est peuplé par une cinquantaine de Jewelpets. Les Jewelpets sont des animaux ayant chacun sa propre pierre précieuse et son pouvoir selon son émotion (par exemple : Ruby, Le Rubis, Le courage)

## Histoire
Ruby (Rubis, le courage), Jewelpet principal de l'histoire, est une lapine rigolote et toujours de bonne humeur mais pas une bonne élève en magie. Un jour (le jour du grand ménage de printemps), tous les Jewelpets sont appelés au Palais des Mages (où vit La mage Sans-Soucis et d'autres mages puissantes) pour se transformer en Jewelcharms (la pierre précieuse de chaque Jewelpet) afin que les habitants puissent nettoyer tranquillement... Elle demande ensuite à une cigogne de les envoyer ailleurs ! Mais Ruby ne l'entend pas de cette oreille et décide de partir jouer sur la plage et ramasser des coquillages pour ses amies : Garnet (Grenat, l'amour) et Sapphie (Saphir, l'amitié).
Pendant que la cigogne vole, emportant les Jewelcharms, une violente tempête se lève et tous les Jewelcharms tombent dans le monde des humains ! Pour punir Ruby d'être partie s'amuser lors du grand nettoyage de printemps, la mage Sans-Soucis lui donne la lourde de tâche de retrouver tous les autres Jewelpets avec l'aide de Rinko (la propriétaire de Ruby)...

## Personnages
Rinko Kougyoku
C'est la propriétaire de Ruby. Elle est gentille et rêve depuis toujours qu'un beau prince arrive sur son cheval blanc et l’emmène loin de sa vie monotone. Sa meilleure amie est Minami, puis elle se liera d'amitié avec Aoï. Elle est amoureuse d'Akira son voisin, même si elle ne le montre pas et qu'ils se disputent souvent. Au début de la saison 1, elle est très timide, mais l'arrivée de Ruby change sa vie à jamais.Elle se rendra compte finalement qu'elle est amoureuse d'Akira.
Minami Asaoka
Elle est très forte au Kendo et c'est la meilleure amie de Rinko. Elle passe pour une fille qui n'aime pas le rose, mais sa chambre est remplie de rose. Elle est amoureuse de Hisashi Miyamoto, son professeur de Kendo, et son Jewelpet est Garnet, le Jewelpet de l'amour.
Aoï Arisugawa
Au début elle est souvent seule avec ses deux amies mais après elle devient plus sociable, surtout avec Rinko et Minami. Elle est riche. Son Jewelpet est Sapphie, le Jewelpet de l'amitié.
Ruby
C'est une petite lapine blanche joyeuse et gaie mais elle n'est pas très bonne en magie. Son bijou est un rubis rouge et elle est le Jewelpet du courage. Vu ses résultats, elle est au rang Acrylique, ce qui veut dire qu'elle réussit très rarement ses tours de magie. Elle est amoureuse de Tour, un riche Jewelpet très aventurier.
Garnet
Petite chatte rose et grenat, elle est très coquette et adore le rose. Elle est moyenne à l'école. C'est le Jewelpet de l'amour. Vu ses notes, elle est au rang verre, ce qui veut dire qu'elle réussit ses tours la plupart du temps. Vers la fin de la saison, elle passe au rang cristal. Son bijou est un joli grenat.
Sapphie
Elle est très calme, très intelligente, et très bonne à l'école. C'est le Jewelpet de l'amitié. Vu ses résultats, elle est au rang cristal, ce qui veut dire qu'elle réussit tout le temps ses tours. Le bijou qui lui correspond est un saphir bleu.
Akira
Au début de la saison, il ne s'entend pas avec Rinko. Ils se disputent tout le temps sans raisons particulières. Rinko croit d’abord qu'Akira est plus jeune qu'elle à cause de sa taille, ce qui amorce leur premier sujet de dispute. Mais Akira finira par tomber amoureux de Rinko.
Diana
Diana est le Jewelpet des diamants. au début, elle cherche à ressusciter son frère Dian dans de sombres attentions. elle avait engagé le gang des herbes, mais ils finissent par l’abandonner. Un peu plus tard, avec Dian, elle capture des Jewelpets pour les rendre méchants, puis elle joue contre Rinko et les autres pour obtenir la jeune fille.

## Anime

### Liste des épisodes

#### 1resérie
1. Une pluie de pierres précieuses (キラキラ☆宝石が降ってきた)
2. La déclaration d'amour (ドキドキ♡告白したいの)
3. Un départ précipité (バイバイ(>_<)有栖川さん)
4. Tous en cuisine (ツルツル♡愛情いっぱい)
5. Le bijou du champion (メラメラ!さわやか剣法)
6. L'école buissonnière (チキチキ!埠頭の決闘)
7. Grande fête et gros ennuis (ムキムキ!七つの傷を持つ執事)
8. Sur le chemin de la réconciliation (アツアツ♡りんこの涙はエメラルド)
9. La souffrance de Megumi (プリプリ♡ブつくしくなりたいの)
10. Deux frères pour un bijou (パオパオ!ツインズ・アドベンチャー)
11. Panique au ministère des affaires étrangères (イケイケ!総理大臣主席秘書官帯刀啓吾)
12. Le prince charmant sans rêve (ダメダメ(T_T)夢をなくした王子様)
13. Tatewaki cherche l'âme sœur (マジマジ!?帯刀の彼女はりんこ?)
14. Sur les traces de Diana (モシモシ?ダイアナって何者!?)
15. Beauté d'un jour (だナだナ!モデルの彼に会えるかナ!?)
16. Un entraîneur bien exigeant! (カリカリ!気にいらない転校生)
17. Le repaire secret de Diana (ドコドコ?ダイアナを見つけ出せ)
18. Vacances au royaume des bijoux (ワクワク!ジュエルランドで夏休み)
19. A la rencontre de Diana (ミニミニ!ダイアナとハーブ団)
20. Opération plage de l'amour (ピチピチ♡ラブビーチ大作戦)
21. Un voyou légendaire (オラオラ!暴れん坊伝説)
22. Rinko contre Akira (バチバチ☆りんこVS晃)
23. Mais où est passée Ruby ? (アレアレ?どこへ行ったのルビー!?)
24. Carnet rose et carnet noir... (ナニナニ?ジュエルステッキ!?)
25. Où est le livre des bijoux ? (ヤダヤダ!ねらわれたジュエル手帳)
26. Le miraculeux pouvoir de Rinko (プルプル!りんこのミラクルパワー)
27. Drôle de rentrée pour les Jewelpets ! (ノリノリ!ジュエルランドでお勉強)
28. Le pouvoir de la passion (スキスキ♡りんこの王子様)
29. Élections truquées (ヤバヤバ!?ダイアナが復活)
30. Tapis roulant, sushis et romance (クルクル(@_@)回転寿司が静止する日)
31. Mademoiselle pas de chance (シクシク(；_；)お嬢様は疫病神)
32. Le combat ultime contre Diana (メラメラ!ダイアナと最終決戦)
33. Dian, notre prochain adversaire (デタデタ!新たな敵ディアン)
34. Attention bébés incontrôlables ! (ハイハイ!赤ちゃん大暴走)
35. Le voyage de King (ダスダス!キング心の旅)
36. Un charmant imposteur ? (キタキタ(ﾟ∀ﾟ)りんこの王子様!?)
37. Nouvelles et célèbres, mais comment font-elles ? (うふうふ♡新三人娘人気急上昇)
38. Un Noël pas comme les autres (メリメリ☆サンタが街にやってきた)
39. La naissance d'un Jewelpet (バブバブ!ジュエルペット誕生)
40. Premier rêve heureux, avenir tumultueux (ウキウキ!?ハッピー初夢大騒動)
41. Le prince charmant viendra sur son cheval blanc ! (メロメロ♡白馬に乗った王子様)
42. Des fantômes à l'école (ブルブル!学校の怪談)
43. L'épreuve des mages (オロオロ!魔女たちの試練)
44. Sauvons la planète (ハラハラ!今日が人類最後の日?)
45. King sous les projecteurs (イヤイヤ!みんなキングになっちゃった)
46. La magie de la Saint-Valentin ! (ラブラブ!?バレンタインマジック)
47. La demande en fiançailles (アゲアゲ!プロポーズ大作戦)
48. Une triste cérémonie de fiançailles (ウルウル(；д；)悲しみの結婚式)
49. Dian contre les mages (ビリビリ!ディアンVS四人の魔女)
50. Loin des yeux, mais pas loin du cœur (フレフレ!離れていても心は一緒)
51. Le retour du gang des herbes (ブイブイV(^▽^)V帰ってきたアイツら)
52. Santé, amour et amitié (キスキス♡ジュエルペットは友達)

#### 2esérie
1. Ruby et Akari: un duo explosif (ルビーとあかりでドッキ☆ドキ!)
2. Le rêve vaut un trésor (夢みるジュエルでドッキ☆ドキ!)
3. Le secret de Labra (ラブラのひみつでドッキ☆ドキ!)
4. Graines de lumière et boules de feu (ミリアの魔法でドッキ☆ドキ!)
5. Disparitions et rétrécissements (消えて縮んでドッキ☆ドキ!)
6. Dingue de shopping (魔法通販でドッキ☆ドキ!)
7. Magie au clair de lune (月夜の魔法でドッキ☆ドキ!)
8. Les cloches folles (ディンドンベルにドッキ☆ドキ!)
9. Premier examen de magie (初めての試験でドッキ☆ドキ!)
10. Une nuit très étrange (ふしぎな夜にドッキ☆ドキ!)
11. Un nouveau pouvoir (パパの会社でドッキ☆ドキ!)
12. Le concours de bandes dessinées (夢とマンガでドッキ☆ドキ!)
13. L'épreuve du dragon (レオンの秘密でドッキ☆ドキ!)
14. Voyage dans le temps (ミリアの歌でドッキ☆ドキ!)
15. Le grand tournoi des desserts (スィーツバトルでドッキ☆ドキ!)
16. De sérieuses concurrentes (ライバル登場!?でドッキ☆ドキ!)
17. Un anniversaire inoubliable (虹のシュートでドッキ☆ドキ!)
18. Grandmémé: une mission impossible' (オババの試験でドッキ☆ドキ!)
19. Dispute au royaume des bijoux (ニコラとチターナでドッキ☆ドキ!)
20. Le super pouvoir (10倍魔法でドッキ☆ドキ!)
21. Qui est qui ? (どっちがどっちでドッキ☆ドキ!)
22. Panique dans l'océan (夏だっ!海だっ!でドッキ☆ドキ!)
23. Le mystérieux magicien (謎の魔法使いにドッキ☆ドキ!)
24. Surprenante découverte (謎の旧校舎でドッキ☆ドキ!)
25. Le grimoire des maléfices (禁断の呪文にドッキ☆ドキ!)
26. Le combat d'Alma (ほほえみの呪文にドッキ☆ドキ!)
27. La fête de l'école (マンガ合宿でドッキ☆ドキ!)
28. Tout pour la musique ! (音符の魔法でドッキ☆ドキ!)
29. La mère du professeur souffre (イケメンバトルでドッキ☆ドキ!)
30. Photos souvenir (思い出の写真にドッキ☆ドキ!)
31. L'histoire de Sara (沙羅とサフィーでドッキ☆ドキ!)
32. Que le meilleur gagne... (魔法運動会でドッキ☆ドキ!)
33. La rumeur (夢に向かってドッキ☆ドキ!)
34. L'hésitation (天秤にかけてドッキ☆ドキ!)
35. Kohaku le fougueux (熱血コハクでドッキ☆ドキ!)
36. Alma et Yuma (アルマと祐馬でドッキ☆ドキ!)
37. La colère d'Alma (アルマの叫びにドッキ☆ドキ!)
38. Tous unis contre les maléfices (花の封印にドッキ☆ドキ!)
39. Le plus beau des cadeaux (スノーナイトでドッキ☆ドキ!)
40. Rald et Labra mènent l'enquête (キラキラコロンでドッキ☆ドキ!)
41. Discorde dans la forêt des illusions (キノコの森でドッキ☆ドキ!)
42. Que le grand prix commence ! (グランプリ開幕でドッキ☆ドキ!)
43. Les premiers duels (レオンとニコラでドッキ☆ドキ!)
44. Des robes de rêves (夢のドレスでドッキ☆ドキ!)
45. Opération Saint-Valentin (ラブラブ大作戦でドッキ☆ドキ!)
46. Une victoire méritée (逆転また逆転でドッキ☆ドキ!)
47. Une adversaire redoutable (謎の少女にドッキ☆ドキ!)
48. Le défi d'Akari et Miria (あかりとミリアでドッキ☆ドキ!)
49. Une place en finale (沙羅のピンチにドッキ☆ドキ!)
50. Les derniers pouvoirs (最後の魔法にドッキ☆ドキ!)
51. Un miracle étincelant (輝く奇跡にドッキ☆ドキ!)
52. Les trois vœux (3つの願いにドッキ☆ドキ!)

### Doublage
| Personnages            | Voix japonaises  | Voix françaises,   |
| ---------------------- | ---------------- | ------------------ |
| Ruby                   | Ayaka Saito      | Frédérique Marlot  |
| Rinko Kougyoku         | Eri Kamei        | Marie Nonnenmacher |
| Minami Asaoka          | AKINA            | Marie Diot         |
| Aoï Arisugawa          | Miyuki Sawashiro | Jennifer Fauveau   |
| Sapphie                | Nozomi Sasaki    | Jessie Lambotte    |
| Diana                  | Rumi Shishido    | Magali Rosenzweig  |
| Dian                   | Jun Fukuyama     | Antoine Nouel      |
| Menthe                 | Junko Takeuchi   | Sophie Baranes     |
| Akira                  | Yuki Kaida       | Benjamin Pascal    |
| Sauge                  | Hidenobu Kiuchi  | Franck Sportis     |
| Ryoko                  | Izumi Kitta      | Gwenaëlle Julien   |
| Yone                   | Mariko Nagahama  | Zaïra Benbadis     |
| Garnet                 | Aya Hirano       | Pascale Chemin     |
| Hatori                 | Takaoka Binbin   | Bernard Demory     |
| Mage sans-souci        | Nanako Inoue     | Nayéli Forest      |
| Mitsuo (père de Rinko) | Hidenobu Kiuchi  | Antoine Nouel      |
| Sayuri (mère de Rinko) | Yuki Kaida       | Pascale Chemin     |
| Keigo Tatewaki         | Mamoru Miyano    | Benjamin Pascal    |
| Megumi                 | Nanako Inoue     | Laura Pélerins     |
| Ken                    | Takuya Tachibana | Yann Pichon        |
| King                   | Hidenobu Kiuchi  | Antoine Nouel      |